# Sunnybank
Sunnybank är en del av en befolkad plats i Australien. Den ligger i kommunen Brisbane och delstaten Queensland, omkring 13 kilometer söder om delstatshuvudstaden Brisbane. Antalet invånare är 16 442.
Runt Sunnybank är det tätbefolkat, med 493 invånare per kvadratkilometer.. Närmaste större samhälle är Brisbane, omkring 13 kilometer norr om Sunnybank.
Runt Sunnybank är det i huvudsak tätbebyggt. Genomsnittlig årsnederbörd är 1 424 millimeter. Den regnigaste månaden är januari, med i genomsnitt 275 mm nederbörd, och den torraste är oktober, med 21 mm nederbörd.